# Potomac Park
Potomac Park es un lugar designado por el censo ubicado en el condado de Allegany en el estado estadounidense de Maryland. En el Censo de 2010 tenía una población de 2530 habitantes y una densidad poblacional de 2530,67 personas por km².

## Geografía
Potomac Park se encuentra ubicado en las coordenadas 39°36′45″N 78°48′30″O / 39.61250, -78.80833. Según la Oficina del Censo de los Estados Unidos, Potomac Park tiene una superficie total de 1,km², de la cual toda corresponde a tierra firme.

## Demografía
Según el censo de 2010, había 2530 personas residiendo en Potomac Park. La densidad de población era de 2530,67 hab./km². De los 2530 habitantes, Potomac Park estaba compuesto por el 50,79 % blancos, el 48,34 % eran afroamericanos, el 0 % eran amerindios, el 0,08 % eran asiáticos, el 0 % eran isleños del Pacífico, el 0,47 % eran de otras razas y el 0,32 % pertenecían a dos o más razas. Del total de la población el 0,79 % eran hispanos o latinos de cualquier raza.